# Overlæge
En overlæge er en læge i en ledende funktion, for det meste på en sygehusafdeling. Overlægen er speciallæge i et eller flere lægelige specialer og har for det meste ansvaret for et nærmere defineret delspeciale på sin afdeling. Uddannelsessøgende læger (reservelæger og 1. reservelæger) arbejder under overlægens supervision. Den ledende overlæge udgør sammen med oversygeplejersken afdelingsledelsen.